# 福建省奥林匹克体育中心
福建省奥林匹克体育中心（ふっけんしょうオリンピックたいいくちゅうしん、拼音: Fújiàn Shěng Àolínpǐkè Tǐyù Zhōngxīn）は、中華人民共和国の福建省福州市にある多目的スタジアム。

## 概要
1989年に建設された。主にサッカーの試合に用いられる。収容人数は30,000人、敷地面積は20万平方メートル。隣に福建省体育館やテニス場、水泳プールを併設している。
2012年より、中国サッカー・甲級リーグに所属する福建駿豪足球倶楽部がホームスタジアムとして使用している。

## 交通アクセス
福州駅からバス（51）台江影院行に乗り、省老幹局で下車。北へ700m。